# Dictya caliente
Dictya caliente är en tvåvingeart som beskrevs av Orth 1991. Dictya caliente ingår i släktet Dictya och familjen kärrflugor.
Artens utbredningsområde är Nevada. Inga underarter finns listade i Catalogue of Life.